# Ангел пазител (сериал)
„Ангел пазител“ (на турски: Genco) е турски сериал от 2007, продуциран от Kanal D.
Главните персонажи са Йозге, Ахмет, Пънар и Генджо.

## Сюжет
Генджо мечтае да стане пианист,но всичките му мечти рухват след земетресението в Ялова през 1999г. Родителите му загиват,а сестра му Гюлай изчезва безследно.
Години по-късно Генджо вярва,че сестра му е жива,защото не е намерено тялото й сред развалините. Той открива сестра си,но тя е изгубила паметта си. Тя се казва Йозге и е осиновена от богато семейство. Йозге е приета в университет,който се намира в близост до дома на Генджо.За да е по-близо до нея,той започва работа като чистач в университета на сестра си. Там той се влюбва в най-добрата й приятелка Пънар.

## Актьорски състав
- Алпай Кемал Аталан – Генджо
- Селен Сейвен – Пънар
- Хазал Кая – Йозге
- Фаик Ергин – Тибет
- Орхан Шимшек – Ахмет
- Джансън Йозйосун – Илке
- Мине Тюфекчиоглу – Фиген
- Мелис Гьозден – Селин
- Дениз Гьозден – Дерин
- Мине Бъчакчъ – Сибел
- Емин Гюрсой – Сефа
- Мехтап Алтунок – Тюлин
- Енис Аръкан – Джюнейт
- Бурак Демир – Таркан
- Чигдем Тунч – Бихтер
- Тууче Ташкъран – Башак
- Кузей Варгън – Хайдар Хашметли
- Едже Индже Дурсун – Аху
- Уйгар Йозчелик – Еждер

## В България
В България сериалът започва излъчване на 18 януари 2010 г. по Нова телевизия и спира на 19 март. На 28 февруари 2011 г. е показано продължението по Диема Фемили. Дублажа е на Арс Диджитал Студио. Ролите се озвучават от Силвия Русинова, Нина Гавазова, Александър Митрев, Камен Асенов и Светозар Кокаланов.